# Prays calycias
Prays calycias là một loài bướm đêm thuộc họ Yponomeutidae. Nó được tìm thấy ở Úc.